# Ihab Abdelrahman
Ihab El Sayed Abdelrahman (in arabo إيهاب عبد الرحمن السيد عبد الرحمن‎?; Kafr Saqr, 1º maggio 1989) è un giavellottista egiziano.

## Palmarès
| Anno | Manifestazione          | Sede         | Evento                 | Risultato | Prestazione | Note                                     |
| ---- | ----------------------- | ------------ | ---------------------- | --------- | ----------- | ---------------------------------------- |
| 2008 | Mondiali juniores       | Bydgoszcz    | Lancio del giavellotto | Argento   | 76,20 m     |                                          |
| 2009 | Giochi del Mediterraneo | Pescara      | Lancio del giavellotto | 5º        | 74,47 m     |                                          |
| 2009 | Universiadi             | Belgrado     | Lancio del giavellotto | 12º       | 68,43 m     |                                          |
| 2010 | Campionati africani     | Nairobi      | Lancio del giavellotto | Oro       | 78,02 m     |                                          |
| 2011 | Universiadi             | Shenzhen     | Lancio del giavellotto | 14º (q)   | 67,96 m     |                                          |
| 2011 | Mondiali                | Taegu        | Lancio del giavellotto | 35º (q)   | 71,99 m     | Miglior prestazione personale stagionale |
| 2011 | Giochi panafricani      | Maputo       | Lancio del giavellotto | 5º        | 69,94 m     |                                          |
| 2012 | Campionati africani     | Porto-Novo   | Lancio del giavellotto | 5º        | 67,82 m     |                                          |
| 2012 | Giochi olimpici         | Londra       | Lancio del giavellotto | 29º (q)   | 77,35 m     |                                          |
| 2013 | Giochi del Mediterraneo | Mersin       | Lancio del giavellotto | Argento   | 82,45 m     |                                          |
| 2013 | Universiadi             | Kazan'       | Lancio del giavellotto | 12º       | 73,42 m     |                                          |
| 2013 | Mondiali                | Mosca        | Lancio del giavellotto | 7º        | 80,94 m     |                                          |
| 2014 | Campionati africani     | Marrakech    | Lancio del giavellotto | Argento   | 83,59 m     |                                          |
| 2015 | Mondiali                | Pechino      | Lancio del giavellotto | Argento   | 88,99 m     | Miglior prestazione personale stagionale |
| 2015 | Giochi panafricani      | Brazzaville  | Lancio del giavellotto | Oro       | 85,37 m     | Record dei Giochi                        |
| 2021 | Giochi olimpici         | Tokyo        | Lancio del giavellotto | 13º (q)   | 81,92 m     |                                          |
| 2022 | Campionati africani     | Saint Pierre | Lancio del giavellotto | Argento   | 77,12 m     |                                          |
| 2022 | Giochi del Mediterraneo | Orano        | Lancio del giavellotto | Argento   | 78,51 m     |                                          |
| 2022 | Mondiali                | Eugene       | Lancio del giavellotto | 12º       | 75,99 m     |                                          |
| 2023 | Mondiali                | Budapest     | Lancio del giavellotto | 10º       | 80,64 m     |                                          |
| 2024 | Giochi panafricani      | Accra        | Lancio del giavellotto | 4º        | 76,78 m     |                                          |
| 2024 | Giochi olimpici         | Parigi       | Lancio del giavellotto | 30º (q)   | 72,98 m     |                                          |

## Altre competizioni internazionali
2014
- Oro in Coppa continentale ( Marrakech), lancio del giavellotto - 85,44 m